# Dorieu d'Esparta
Dorieu (en grec antic: Δωριεύς, llatí: Dorieus) fou un príncep espartà, fill gran d'Anaxàndrides II i pare de Euríanax. Va néixer després del fill (Cleòmenes) del segon matrimoni del pare i, per tant, va ser exclòs de la successió directa.
Era considerat el primer entre els joves espartans per les seves qualitats personals, i es va sentir indignat d'estar sota el govern d'un home inferior a ell en valor. Segons Heròdot, Cleòmenes no estava bé del cap i més aviat era boig. Però no volia reivindicar el tron, ja que la llei era clara en aquest punt. Per això va decidir marxar d'Esparta, sense consultar l'oracle de Delfos, per crear-se un regne en algun lloc. Va conduir un grup de colons principalment de Tera cap a Líbia i es va establir a un lloc bellíssim anomenat Cínips, a la vora d'un riu. Però al cap de dos anys en va ser expulsat pels libis i els cartaginesos i els sobrevivents van tornar a casa.
Va consultar llavors a l'oracle de Delfos que li va dir que podia instal·lar-se a un lloc on Hèracles havia estat ben rebut, i se'n va anar cap a Sicília amb els colons que l'havien acompanyat a Líbia, a buscar el lloc on l'heroi Èrix havia acollit al semideu, però en el seu camí es va aturar a Crotona, que preparava la guerra amb Síbaris (510 aC). Va ajudar a Crotona i en agraïment va rebre terres que abans eren de Síbaris, on va construir un temple dedicat a Atena.
Després va anar a Sicília cap a territori d'Èrix, on va fundar Heraclea, però van ser aniquilats per la gent d'Egesta amb ajut cartaginès i van morir tots menys un, Eurileont. Es va entendre que Dorieu s'havia extralimitat respecte a les prediccions de l'oracle, perquè l'objectiu de la seva missió era instal·lar-se a Èrix.
Va deixar un fill de nom Euríanax, que va acompanyar el seu cosí Pausànies a la campanya del 479 aC contra el general Mardoni i va ser un dels comandants a la batalla de Platea.